# Instituto Internacional de Vacunas
El Instituto Internacional de Vacunas (IVI) es una organización sin ánimo de lucro internacional fundada con la creencia de que la salud de los niños de los países en vías de desarrollo puede mejorarse drásticamente mediante el uso de vacunas nuevas y mejoradas, trabajando en colaboración con la comunidad científica internacional, organizaciones de salud pública, gobiernos y la industria farmacéutica, el IVI participa en todas las áreas del desarrollo de vacunas, que van desde el diseño de nuevas vacunas en el laboratorio hasta el desarrollo y la posterior evaluación de las vacunas sobre el terreno, para facilitar la introducción sostenible de las vacunas en los países donde más se necesitan. El IVI fue creado inicialmente como una iniciativa del Programa de las Naciones Unidas para el Desarrollo (PNUD), el IVI inició sus operaciones formales como una organización internacional independiente, en 1997 en Seúl, Corea del Sur. Actualmente el IVI tiene 35 países y la Organización Mundial de la Salud (OMS) como signatarios de su acuerdo fundacional. El instituto tiene el mandato único de trabajar exclusivamente en el desarrollo y la introducción de vacunas específicamente para las personas que viven en los países en vías de desarrollo, con un enfoque en las enfermedades desatendidas que afectan a esas regiones.

## Historia

### Antecedentes
En 1992, el Dr. Seung-Il Shin, el entonces asesor superior de salud del Programa de las Naciones Unidas para el Desarrollo (PNUD), inició un estudio para explorar la viabilidad de establecer un instituto internacional dedicado a la investigación y al desarrollo de vacunas en el marco de la Iniciativa de Vacunas para Niños (CVI). Con base en los resultados del estudio de viabilidad del Dr. Shin, en 1993 el PNUD adoptó una propuesta formal para establecer el Instituto Internacional de Vacunas (IVI). En 1994, tras una convocatoria de propuestas para albergar al IVI en la región Asia-Pacífico, el PNUD y Corea del Sur, llegaron a un acuerdo para albergar el centro en Seúl. En 1995, el PNUD abrió una oficina provisional del IVI en el campus de la Universidad Nacional de Seúl y el instituto inició su trabajo inicial y su posterior desarrollo organizativo.

### Fundación
En 1995 y 1996, el PNUD y el gobierno de Corea del Sur desarrollaron conjuntamente el marco básico y la constitución del IVI, con el fin de establecer al IVI como una organización internacional independiente, el PNUD y el gobierno coreano eligieron establecer el instituto a través de un acuerdo entre los gobiernos de los Estados miembros de la ONU, según lo establecido en la Convención de Viena sobre el Derecho de los Tratados. El 28 de octubre de 1996, el acuerdo para el establecimiento del IVI empezó con la firma del tratado en la Sede de las Naciones Unidas, en la ciudad de Nueva York. Los representantes de Bangladés, Bután, Indonesia, Kazajistán, Mongolia, Países Bajos, Panamá, Corea del Sur, Rumania, Tailandia, Vietnam, Uzbekistán y la OMS fueron los primeros en firmar el acuerdo, seguidos poco después por Senegal y Filipinas. En 1997 se unieron más países, con Brasil, China, Egipto, Israel, Jamaica, Kirguistán, Birmania, Nepal, Pakistán, Papúa Nueva Guinea, Perú, Sri Lanka, Suecia, Tayikistán y Turquía firmando el acuerdo. El 29 de mayo de 1997 entró en vigor el acuerdo para el establecimiento del IVI, tras la presentación de los instrumentos de ratificación por parte de Corea del Sur, Suecia y Uzbekistán. El acuerdo de establecimiento del IVI ingresó en el depósito de tratados de las Naciones Unidas, en virtud del Capítulo IX, SALUD, sección 3. 
El 24 de septiembre de 1998, el acuerdo fundacional del IVI fue firmado, en una ceremonia formal, en la sede del PNUD, por el ministro de Relaciones Exteriores y Comercio de Corea del Sur, Hong Soon-Young, y el presidente de la junta del IVI, el Dr. Barry Bloom. El Acuerdo estableció al IVI como una entidad legal con inmunidad diplomática en Corea del Sur, convirtiéndose en la primera organización internacional con sede en Corea del Sur, de acuerdo con la condición de independiente de IVI, el instituto se separó formalmente del PNUD en 1998.

## Edificio de la sede
El edificio de la sede central del IVI, está ubicado en el parque de investigación de la Universidad Nacional de Seúl, en Corea del Sur, el edificio fue diseñado por un consorcio formado por la firma Samoo Architects & Engineers, de Corea del Sur, y por la compañía Payette, de Boston, Estados Unidos. La construcción comenzó en 1998 y se completó en el año 2003. El edificio alberga laboratorios, instalaciones para animales, oficinas, un auditorio y una biblioteca, se construyó una planta piloto separada de 1.300 m², destinada a la producción de lotes de prueba de vacunas con fines de capacitación y evaluación, pero nunca se completó debido a la falta de fondos.

## Actividades previas

### DOMI: Enfermedades de los más empobrecidos (2000-2006)
La primera gran iniciativa del IVI, fue un programa de investigación y asistencia técnica sobre las enfermedades de los más empobrecidos, creado para acelerar la introducción de nuevas vacunas contra la fiebre tifoidea, el cólera y la shigelosis, en los programas de salud pública para los ciudadanos pobres de los países en vías de desarrollo. De 2000 a 2006, el programa DOMI del IVI llevó a cabo campañas de vacunación, vigilancia de enfermedades y estudios de investigación en Bangladés, China, India, Indonesia, Mozambique, Pakistán, Tailandia y Vietnam.  Al finalizar el programa DOMI, el IVI sintetizó los diversos hallazgos epidemiológicos, clínicos, económicos y de comportamiento de estos estudios, para facilitar la toma de decisiones por parte de los responsables de formular políticas a nivel nacional sobre el uso de vacunas contra las enfermedades objetivo del programa DOMI. La Fundación Bill y Melinda Gates fue el principal financiador del programa DOMI con una contribución de 40$ millones de dólares estadounidenses.

### DOMI: Fiebre tifoidea
El programa DOMI contra la fiebre tifoidea se inició para abordar las barreras de acceso a las vacunas contra la fiebre tifoidea en el mundo en desarrollo y para acelerar la introducción de vacunas contra la fiebre tifoidea modernas en los países donde se necesitaban. DOMI fiebre tifoidea utilizó la vacuna Vi-Polisacárido (Vi-PS), porque los fabricantes de los países en vías de desarrollo la producen fácil y económicamente, se administra en una sola dosis, y es relativamente termoestable. DOMI fiebre tifoidea operó en cinco lugares de estudio: Heichi, China, Calcuta, India, Yakarta, Indonesia, Karachi, Pakistán, y Hue, Vietnam. Desde estos sitios, los expertos del IVI realizaron vigilancia de enfermedades, estudios de carga de enfermedades, estudios de costos de enfermedades, estudios sociales y conductuales, y proyectos de demostración de vacunas. El IVI presentó la evidencia acumulada de DOMI fiebre tifoidea en estudios de caso a funcionarios de cada país anfitrión, como resultado de ello, los formuladores de políticas en Pakistán, Indonesia y Vietnam acordaron introducir campañas de vacunación contra la fiebre tifoidea en las escuelas de manera piloto. Los resultados en China revelaron una tasa de incidencia creciente de infecciones por un tipo de fiebre paratifoidea A desconocida previamente, en la región autónoma de Guangxi, lo que llevó al IVI a iniciar un proyecto contra la fiebre tifoidea en China.

### DOMI: Cólera
El programa DOMI Cólera buscó desarrollar y acelerar el uso de una vacuna contra el cólera asequible en los países endémicos del cólera. DOMI Cólera operó desde cinco sitios de estudio: Matlab, Bangladés, Yakarta, Indonesia, Calcuta, India, Beira, Mozambique, y Hué, Vietnam. Desde estos lugares, el IVI llevó a cabo diversos estudios económicos, sociales, conductuales, y de carga de enfermedad, y diversas campañas de vacunación contra el cólera. Los estudios encontraron una alta demanda de vacuna contra el cólera y altas tasas de incidencia (3-9/1,000) en niños de 5 años o menos.  En la campaña de vacunación del IVI en Beira, más de 44.000 niños y adultos recibieron la vacuna Dukoral con licencia internacional. En Calcuta, el IVI vacunó a más de 67.000 niños y adultos utilizando una vacuna oral contra el cólera producida por la compañía VaBiotech de Vietnam. Al inicio del programa DOMI Cólera, la única vacuna contra el cólera con licencia internacional disponible era Dukoral, pero con un coste de $90 dólares para la serie de dos dosis, esta vacuna era demasiado cara para el uso público en muchos de los países en vías de desarrollo más pobres. La vacuna contra el cólera de VaBiotech, desarrollada originalmente por el Instituto Nacional de Salud y Epidemiología de Vietnam tras una transferencia de tecnología de la Universidad de Gotemburgo en Suecia, no tenía licencia para uso internacional, pero mostraba una gran promesa como vacuna de bajo costo para el mundo en desarrollo, como resultado de todo ello, la Fundación Bill y Melinda Gates proporcionó al IVI los fondos adicionales necesarios para establecer la Iniciativa de la Vacuna contra el Cólera (CVI), con el objetivo de reformular la vacuna VaBiotech para uso internacional.

### DOMI: Shigelosis
El IVI estableció el programa DOMI Shigelosis con el objetivo final de acelerar el desarrollo y la introducción de una vacuna segura y protectora contra la shigelosis para controlar enfermedades epidémicas y endémicas. Entre 2000 y 2004, el programa DOMI Shigella dirigió los centros de vigilancia de enfermedades en seis ubicaciones del Sudeste Asiático: Dacca, Bangladés, Hebei, China, Karachi, Pakistán, Yakarta, Indonesia, Nha Trang, Vietnam, y la Provincia de Saraburi, Tailandia. El programa mejoró la comprensión de lo que necesitará una vacuna eficaz contra la Shigella y estableció una carga de morbilidad precisa en los países donde operaba. El programa evaluó primero una vacuna oral contra la shigella (SC602) en Bangladés, pero no logró obtener una respuesta inmune. La elevada carga vírica de la enfermedad, la diversidad de los serotipos, y los altos niveles de resistencia antimicrobiana descubiertos en los sitios de vigilancia del IVI, subrayaron la necesidad de una vacuna que proteja contra todas las cepas comunes de la enfermedad. Como resultado, la división de ciencias de laboratorio del IVI inició un programa de varios años para secuenciar el genoma de la shigella e identificar a las proteínas comunes en diferentes especies de Shigella que podrían usarse para desarrollar una vacuna contra todas las cepas comunes de la enfermedad.

### DOMI: Programa contra la diarrea causada por rotavirus (1999-2010)
El IVI inició el programa contra la diarrea causada por rotavirus para proporcionar a los responsables de la formulación de políticas de los países en vía de desarrollo la evidencia de la carga de la enfermedad y los datos económicos necesarios para garantizar la inclusión de las vacunas contra el rotavirus en sus programas nacionales de inmunización. Desde 1999 hasta 2010, el programa llevó a cabo estudios económicos y de vigilancia de enfermedades en Camboya, China, India, Indonesia, Laos, Mongolia, Corea del Sur, Sri Lanka y Vietnam. En 2007, en colaboración con el Instituto Nacional de Higiene y Epidemiología (NIHE) de Vietnam, el IVI llevó a cabo un ensayo en fase II de la vacuna contra el rotavirus RotaRix de GlaxoSmithKline, en Khanh Hoa, Vietnam. En 2009, en colaboración con NIHE, PATH y Merck, el IVI completó un ensayo en fase III de la vacuna contra el rotavirus RotaTeq de Merck, en Nha Trang, Vietnam, donde el programa vacunó a 900 bebés.

## Programas de vacunación contra el dengue (2002-2016)

### Iniciativa de vacunación pediátrica contra el dengue (PDVI)
La iniciativa de vacunación pediátrica contra el dengue fue una asociación de desarrollo de productos lanzada por el IVI para acelerar la introducción de vacunas contra el dengue seguras y eficaces para los niños en los países donde el dengue es endémico. De 2002 a 2010, el PDVI operó en Brasil, Camboya, Colombia, India, Indonesia, Laos, Malasia, México, Birmania, Nicaragua, Sri Lanka, Tailandia y Vietnam. El PDVI hizo muchas contribuciones al desarrollo de la vacuna contra el dengue, que incluyen:
El desarrollo de una asociación para la creación de una vacuna contra el dengue y una red de investigación global para desarrollar, evaluar e introducir vacunas contra el dengue, en colaboración con el Instituto Butantan de Brasil, el Instituto Nacional de Salud de Estados Unidos y la compañía Sanofi Pasteur, el PDVI brindó asesoramiento técnico y apoyo para la eficacia en los ensayos clínicos de los respectivos candidatos a vacunas contra el dengue, y estableció un consorcio de sitios de campo en los países endémicos del dengue, en Asia y las Américas. El establecimiento de dos juntas regionales para la prevención del dengue en la región de Asia-Pacífico y las Américas, para difundir información y formular recomendaciones sobre el control del dengue mediante la inmunización. La colaboración con los centros para el control y la prevención de enfermedades de Estados Unidos, para desarrollar un software gratuito y fácil de usar llamado: DenguEcon, que los responsables de la formulación de políticas pueden utilizar para determinar el impacto económico del dengue en sus respectivos países. En 2010, el PDVI hizo la transición a la Iniciativa de Vacunas contra el Dengue (DVI).

### Iniciativa de vacunación contra el dengue (DVI)
La sucesora del PDVI, la Iniciativa de Vacunas contra el Dengue fue un consorcio liderado por el IVI con la Organización Mundial de la Salud, el Instituto de Vacunas Sabin, la Iniciativa para la Investigación de Vacunas (IVR) y el Centro Internacional de Acceso a Vacunas (IVAC) de la Universidad Johns Hopkins. El DVI continuó el trabajo del PDVI y se centró en sentar las bases para la toma de decisiones sobre la vacuna contra el dengue y la introducción de la vacuna en las áreas endémicas. Cada miembro del consorcio era responsable de un componente específico, la OMS: Los documentos de información y orientación, y actividades de formación normativa;  La Universidad Johns Hopkins: La financiación de la vacuna contra el dengue y la previsión estratégica de la demanda, y el Instituto Sabin: Las comunicaciones y la promoción. Además de liderar el consorcio, el IVI generó una evidencia para la toma de decisiones, como la carga de enfermedad, los casos de introducción de vacunas en los países y la inversión global, entre los años 2010 y 2016, el DVI operó en Brasil, Burkina Faso, Camboya, Colombia, Gabón, India, Kenia, Tailandia y Vietnam, entre los años 2013 y 2015, con fondos del Ministerio Federal de Educación e Investigación de Alemania (BMBF), el IVI continuó apoyando el desarrollo preclínico de vacunas contra el dengue por parte del Instituto Butantan de Brasil y la compañía VaBiotech de Vietnam. Después de la licencia de 2016 de la vacuna Dengvaxia de Sanofi Pasteur, el proyecto DVI llegó a su fin y el personal del IVI pasó a un nuevo proyecto, el Consorcio Global contra las Enfermedades Transmitidas por el Dengue y el Aedes (GDAC).

## Países firmantes del IVI
En enero de 2019, el IVI incluía a 35 países y a la Organización Mundial de la Salud (OMS) como signatarios de su acuerdo fundacional, los países y las partes firmantes eran: 
| - Bangladés - Birmania - Bután - Brasil - China - Ecuador - Egipto - India - Indonesia - Israel - Jamaica - Kazajistán - Kirguistán - Líbano - Liberia - Malta - Mongolia - Nepal | - Países Bajos - Omán - Organización Mundial de la Salud - Pakistán - Panamá - Papúa Nueva Guinea - Perú - Filipinas - Corea del Sur - Rumania - Senegal - Sri Lanka - Suecia - Tayikistán - Tailandia - Turquía - Uzbekistán - Vietnam |

## Logros
El IVI ha desarrollado tres vacunas nuevas y mejoradas: La vacuna oral contra el cólera reformulada, la vacuna polisacárida de tifoidea Vi y la vacuna conjugada de tifoidea Vi. Shanchol™, una vacuna oral contra el cólera desarrollada y autorizada bajo la dirección del IVI, fue precalificada por la OMS en septiembre de 2011. El IVI ha completado un caso de inversión global para las vacunas contra el cólera, el primer informe que proporciona de forma sistemática estimaciones detalladas de la carga de morbilidad del cólera y la rentabilidad global de la vacunación contra el cólera. El IVI y el Instituto Nacional de Cólera y Enfermedades Entéricas (NICED) establecieron conjuntamente un laboratorio de monitoreo inmunológico de última generación en Calcuta, India. El IVI fue el primero en identificar que la encefalitis japonesa es un problema importante en Bali, Indonesia. Los científicos del IVI desarrollaron el primer modelo animal de colitis por shigella para usar en el desarrollo de una vacuna contra la shigelosis. Desde el año 2000, el IVI ha organizado un Curso Avanzado Internacional sobre Vacunación anual para la región de Asia-Pacífico para desarrollar la capacidad del país en la investigación relacionada con las vacunas. El IVI demostró por primera vez que la vacuna oral inactiva contra el cólera es eficaz en las poblaciones con altas tasas de VIH y SIDA de Mozambique.